# La Florida (Oviedo)
La Florida es un barrio de Oviedo, Asturias perteneciente al Distrito 2. Es una de las últimas zonas de crecimiento residencial de la ciudad junto con La Corredoria y Montecerrao. Tiene una población de 7 946 habitantes.
El barrio se unifica por el Paseo de La Florida que es el vial más largo y ancho de toda la ciudad.

## Equipamientos sociales
El barrio dispone de una Escuela Infantil Municipal, un Centro de Estudio, pero no dispone de colegios públicos (le corresponde el situado en Las Campas), y si un instituto.
Cuenta también, con una residencia de mayores privada y tres supermercados.

## Fiestas
El barrio celebra sus fiestas en la festividad de San Antonio, el 13 de junio. La organización corre a cargo de la Asociación Vecinal y Festivo-Cultural de La Florida, con la colaboración del Ayuntamiento de Oviedo.